# Іст-Денніс (Массачусетс)
Іст-Денніс (англ. East Dennis) — переписна місцевість (CDP) в США, в окрузі Барнстебел штату Массачусетс. Населення — 2585 осіб (2020).

## Географія
Іст-Денніс розташований за координатами 41°44′8″ пн. ш. 70°9′27″ зх. д. / 41.73556° пн. ш. 70.15750° зх. д. (41.735497, -70.157388).  За даними Бюро перепису населення США в 2010 році переписна місцевість мала площу 12,79 км², з яких 12,41 км² — суходіл та 0,39 км² — водойми.

## Демографія
Згідно з переписом 2010 року, у переписній місцевості мешкали 2753 особи в 1337 домогосподарствах у складі 851 родини. Густота населення становила 215 осіб/км².  Було 2279 помешкань (178/км²).
Расовий склад населення:
| - 95,4 % — білих - 1,5 % — чорних або афроамериканців - 0,3 % — азіатів - 0,2 % — корінних американців - 0,1 % — вихідців з тихоокеанських островів |

До двох чи більше рас належало 1,7 %. Частка іспаномовних становила 2,8 % від усіх жителів.
За віковим діапазоном населення розподілялося таким чином: 13,4 % — особи молодші 18 років, 45,3 % — особи у віці 18—64 років, 41,3 % — особи у віці 65 років та старші. Медіана віку мешканця становила 60,5 року. На 100 осіб жіночої статі у переписній місцевості припадало 82,1 чоловіків;  на 100 жінок у віці від 18 років та старших — 79,2 чоловіків також старших 18 років.
Середній дохід на одне домашнє господарство  становив 83 815 доларів США (медіана — 61 923), а середній дохід на одну сім'ю — 112 315 доларів (медіана — 82 069). За межею бідності перебувало 13,5 % осіб, у тому числі 38,2 % дітей у віці до 18 років та 7,6 % осіб у віці 65 років та старших.
Цивільне працевлаштоване населення становило 1191 особа. Основні галузі зайнятості: освіта, охорона здоров'я та соціальна допомога — 25,4 %, мистецтво, розваги та відпочинок — 18,6 %, роздрібна торгівля — 12,4 %, будівництво — 11,3 %.